# Neder-Over-Heembeek
Neder-Over-Heembeek is een plaats en voormalige gemeente in het Brussels Hoofdstedelijk Gewest en sinds 1921 een onderdeel van de Belgische gemeente Brussel. Het ligt daarin in het noordwesten, ingeklemd tussen het Brusselse Laken, Vilvoorde en het Zeekanaal Brussel-Schelde.  Neder-Over-Heembeek heeft een oppervlakte van 4,33 km² en telt ruim 17.000 inwoners.

## Geschiedenis
Oude vermeldingen van de plaats Heembeek gaan terug tot de 7e eeuw. Op de plaats ontstonden twee bidplaatsen, de parochies Over-Heembeek in het zuiden en Neder-Heembeek in het noorden, die in respectievelijk 1112 en 1155 onder het patronaat van de abdij van Dielegem kwamen. Neder-Heembeek lag stroomafwaarts en Over-Heembeek stroomopwaarts op de Heembeek. De twee parochies bleven eeuwenlang onafhankelijk en ook bestuurlijk behoorden de dorpen tot twee heerlijkheden. In de 16e eeuw werd ten oosten langs de Zenne het kanaal Brussel-Schelde gegraven.
De afzonderlijke parochies werden in 1814 samengevoegd. In 1813 werd Neder-Over-Heembeek een zelfstandige gemeente door de fusie van de toenmalige gemeenten Over-Heembeek en Neder-Heembeek. De gemeente zou ruim 100 jaar zelfstandig blijven totdat ze in 1921 opgenomen werd bij de stad Brussel. Pas na de inlijving bij Brussel begon de verstedelijking en verfransing van het dorp echt. In de loop van de 19e en 20e eeuw vestigde zich industrie langs het kanaal.

## Bezienswaardigheden
- Belgisch Museum voor Radiologie (gevestigd in het Militair Hospitaal)
- De nieuwe Sint-Pieter-en-Pauluskerk op de voormalige grens van Over- en Neder-Heembeek
- De romaanse toren als restant van de oude Sint-Pieter-en-Pauluskerk van Neder-Heembeek
- De Sint-Niklaaskerk in Over-Heembeek, die in 1935 werd ontwijd en sindsdien dienstdoet als cultureel centrum.

## Natuur en landschap
Neder-Over-Heembeek ligt in de vallei van de Zenne op een hoogte van 18-68 meter. Ook loopt hier het Kanaal Brussel-Schelde. De plaats is sterk verstedelijkt. Een belangrijk natuurgebied is het Begijnenbosdal ten noorden van de plaats.

## Lijst van burgemeesters
- rond 1864: P.J. Vanderhaegen[3]
- Philippus Vanderelst[4]

## Diensten
Neder-Over-Heembeek is thans bekend van het industrieterrein Marly en het Militair Hospitaal Koningin Astrid. In dat laatste is ook het brandwondencentrum gevestigd, waar slachtoffers van zulke wonden gespecialiseerde hulp krijgen. Ook ligt er een opvangcentrum voor niet-begeleide  minderjarige vreemdelingen van Fedasil ligt op Neder-Over-Heembeeks grondgebied.
Ook het Nationaal Instituut voor Criminalistiek en Criminologie bevindt zich in Neder-Over-Heembeek.

## Bekende Heembekenaars

### Inwoners
- Bert Anciaux (Merksem, 1959), politicus
- Steven Vanackere (Wevelgem, 1964), politicus

### Geboren te Heembeek
- Hubert Robyn (1879–1966), politicus
- Frans Van der Elst (1920–1997), politicus
- Burt Blanca (1944), rockmuzikant
- Daniël Goens (1948), wielrenner

## Trivia
- Het dorp werd geparodieerd in het Kiekeboealbum Een zakje chips (1981) als "Neder-Over-Opper-Onder-Heembeek".
- Het dorp wordt vermeld in het Suske en Wiske album Lambik Baba (1991) als "Nederoverheembeeksebommerskonten".

## Nabijgelegen kernen
Koningslo, Strombeek-Bever, Laken, Haren